# Łachy Włościańskie
Łachy Włościańskie – wieś sołecka w Polsce położona w województwie mazowieckim, w powiecie makowskim, w gminie Rzewnie.
| SIMC    | Nazwa        | Rodzaj    |
| ------- | ------------ | --------- |
| 0519788 | Łachy Borowe | część wsi |

W latach 1975–1998 miejscowość administracyjnie należała do województwa ostrołęckiego.